# ألبان
الألبان أو الأرناؤوط هم مجموعة عرقية وفي نفس الوقت أمة يتحدثون اللغة الألبانية كلغة أم. يبلغ عدد الألبان إجمالا حوالي 8.3 مليون ألباني يتواجدون خصوصا في ألبانيا حيث يشكلون نصف عددهم الإجمالي وتوجد أقليات لهم في كل من كوسوفو، صربيا، جمهورية مقدونيا والجبل الأسود كما يوجد عدد منهم في المهجر خاصة في تركيا، اليونان وإيطاليا. يعتنق الألبان في أغلبهم الدين الإسلامي (سنة وبكداشيون) وأقلية منهم مسيحيون أرثوذكس وكاثوليك مع وجود اللادينيون.
يشكل التكوين الإثني للألبان ولغتهم مثار جدل بين علماء التاريخ والأعراق، إذ ورد ذكرهم لأول مرة في سجلات تاريخية تعود إلى القرن الحادي عشر بوصفهم قبيلة تعيش ضمن المناطق الجبلية قرب نهري مات ودرين. ويقسم نهر شكومبين –الواقع أبعد في الجنوب- الألبان إلى الغيغ والتوسك (بالإنجليزية: Ghegs and Tosks)، على الرغم من تشارك المجموعتين في الثقافة الإثنية والتاريخ والتقاليد.
يمتد تاريخ الشتات الألباني قرونًا في الزمن، وتعود جذور هجرته إلى العصور الوسطى، إذ استقر المهاجرون الألبان أول الأمر في جنوب أوروبا، ثم امتد وجودهم إلى أجزاء أخرى من أوروبا والعالم الجديد. بين القرنين الثالث عشر والثامن عشر، هاجرت أعداد كبيرة من الألبان للفرار من صعوبات اجتماعية أو اقتصادية أو سياسية متنوعة.
استقرت إحدى الجاليات، الأرفانيت، في جنوب اليونان بين القرنين الثالث عشر والسادس عشر، فاندمج أفرادها في المجتمع اليوناني وباتوا يعتبرون أنفسهم يونانيين. ثمة جالية أخرى سُميت الأربيريشي واستقرت في صقلية وجنوب إيطاليا. بالإضافة إلى جاليات أخرى أصغر تعدادًا مثل الأرباناسي الذين يعود تاريخ هجرتهم إلى القرن الثامن عشر ويقيمون في جنوب كرواتيا وفي جماعات متفرقة في جنوب أوكرانيا.
جعل الانشقاق العظيم في عام 1054 انقطاع التواصل رسميًا بين الكنيسة الأرثوذكسية الشرقية والكنيسة الكاثوليكية الغربية، وانعكس من فوره في ألبانيا من خلال تشكّل شمال كاثوليكي وجنوب أرثوذكسي. وباستيطانهم غرب بحيرة أوخريد والوادي الأعلى لنهر شكومبين، أسس الألبان ولاية أربانون في عام 1190 وقامت عاصمتها في كرويه. وفي القرن الثالث عشر، تحول الغيغ من الأرثوذكسية الشرقية إلى الرومانية الكاثوليكية بأعداد كبيرة مستخدمين تحولهم وسيلةً لمقاومة الصرب السلافيين.
في القرن الخامس عشر، سيطرت الدولة العثمانية المتوسعة على شبه الجزيرة البلقانية وما فيها من ألبان، وأكسبتهم مقاومتهم للتوسع العثماني في أوروبا بقيادة جورج كاستريوت إسكندر بك تقديرًا في كل أنحاء أوروبا. وفي القرنين السابع عشر والثامن عشر، تحول عدد معتبر من الألبان إلى الإسلام، ما أتاح لهم فرصًا مكافئة وترقية ضمن الدولة العثمانية. ولهذا السبب، وصلوا إلى مناصب هامة وساهموا ثقافيًا في العالم الإسلامي الأكبر.
كان العثمانيون قد عزلوا الألبان عن حركات فكرية أوروبية هامة، من بينها النهضة والتنوير، فبدأت هذه الأفكار مع مُثلها التي تنادي بالوطنية تتغلغل بين الألبان عن طريق الشتات الألباني لتقود بشكل حاسم إلى قيام النهضة الألبانية التي كانت تضم أيضًا جوانب من التأثر بالرومانسية.
خلال حروب البلقان، توزّع الألبان بين ألبانيا المستقلة واليونان والجبل الأسود وصربيا. وبعد الحرب العالمية الثانية حتى قيام ثورات عام 1991، كانت ألبانيا تحت سيادة حكومة شيوعية رزح الألبان في ظلها تحت القمع وعقود من العزلة. وقد مر الألبان في يوغوسلافيا المجاورة بفترات من التمييز انتهت بتفكك يوغوسلافيا واستقلال كوسوفو في النهاية.

## لغتهم
يتحدث أغلبية الشعب الألباني باللغة الألبانية، التي تشكّل فرعًا مستقلًا ضمن عائلة اللغات الهندية الأوروبية، وهي لغة معزولة عن أي لغة حية أخرى في أوروبا، وما من لغة أخرى في العالم بالطبع ترتبط على نحو مقنع بفرعها هذا. ما تزال أصولها غير معروفة، لكن يُعتقد أنها انحدرت من اللغة البلقانية البدائية القديمة.
يتحدث باللغة الألبانية نحو 5 ملايين شخص تقريبًا في أنحاء شبه الجزيرة البلقانية، إلى جانب عدد معتبر من الجاليات في أنحاء الأمريكتين وأوروبا وأوقيانوسيا. ويُستخدم العديد من تنويعات اللغة الألبانية ولهجاتها بصفتها لغات رسمية في ألبانيا وكوسوفو ومقدونيا الشمالية. وتُستخدم اللغة الألبانية أيضًا في دول أخرى، إذ يُعترف بها بوصفها لغة أقلية رسمية في دول مثل كرواتيا وإيطاليا والجبل الأسود ورومانيا وصربيا.
ثمة لهجتان أساسيتان اثنتان من اللغة الألبانية يمثلهما تراثيًا الغيغ والتوسك، وقد اعتُبر نهر شكومبين تاريخيًا الخط الفاصل من الناحية العرقية والجغرافية بين المتحدثين بلهجة الغيغ في شماله والمتحدثين بلهجة التوسك في جنوبه. وتُعد اللهجات المستخدمة في كرواتيا (الأرباناسية والإستريانية) وكوسوفو والجبل الأسود وشمال غرب مقدونيا الشمالية من لهجات الغيغ، في حين تُعتبر اللهجات المستخدمة في اليونان (الأرفانيتية والشاميرية) وجنوب غرب مقدونيا الشمالية وإيطاليا (الأربيريشية) من لهجات التوسك.
تُعد اللغتان الأربيريشية والأرفانيتية من تنويعات اللغة الألبانية، ويتحدث بهما الأربيريشي والأرفانيت في جنوب إيطاليا وجنوب اليونان على التوالي. تحتفظ هاتان اللغتان بعناصر من الألبانية القروسطية في ما يتعلق بالمفردات واللفظ الذي لم يعد يُستخدم ضمن اللغة الألبانية الحديثة، غير أن كلا اللغتين مصنفتان ضمن اللغات المهددة بالانقراض في الكتاب الأحمر للغات المهددة لدى منظمة اليونسكو.
يُعتبر معظم الألبان في ألبانيا والاتحاد اليوغوسلافي السابق من متعددي اللغات، إذ يمتلكون القدرة على فهم لغة أجنبية أو التحدث بها أو قراءتها أو كتابتها. وفقًا لمعهد إحصائيات ألبانيا (بالإنجليزية: Institute of Statistics of Albania)، فبمقدور نسبة 39.9% من الألبان بين سن 25 و64 سنة في ألبانيا استخدام لغة أجنبية واحدة على الأقل، من بين هذه اللغات الإنجليزية (40%) والإيطالية (27.8%) واليونانية (22.9%).
ما يزال أصل اللغة الألبانية موضوعًا شائكًا أفسح المجال للعديد من الفرضيات. تقوم الفرضية التي تعتبر اللغة الألبانية من سلالة اللغات الإيليرية على مبدأ الجغرافيا التي كانت هذه اللغات منطوقة ضمنها، غير أن ما من دليل أثري باقٍ يُفضي إلى نتيجة حاسمة. وثمة فرضية أخرى تربط اللغة الألبانية باللغة التراقية، تغض هذه النظرية البصر عن الجانب الجغرافي، إذ إن اللغة كانت رائجة في منطقة نائية عن ألبانيا، ولا توجد حركات سكانية هامة مدونة في الفترة التي يُفترض أن الانتقال من لغة إلى الأخرى قد تم ضمنها.

## معرض صور

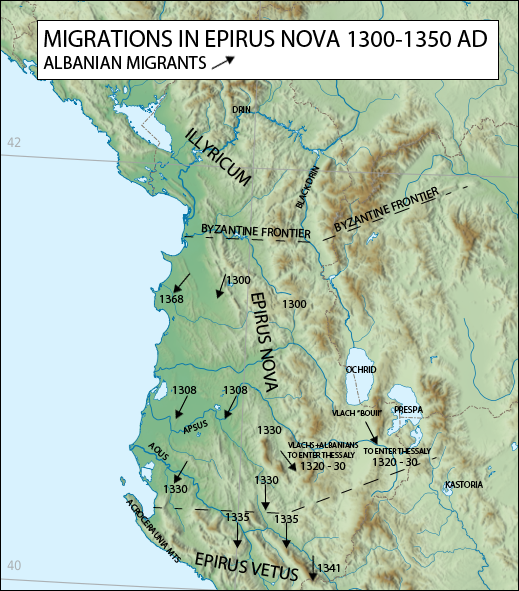
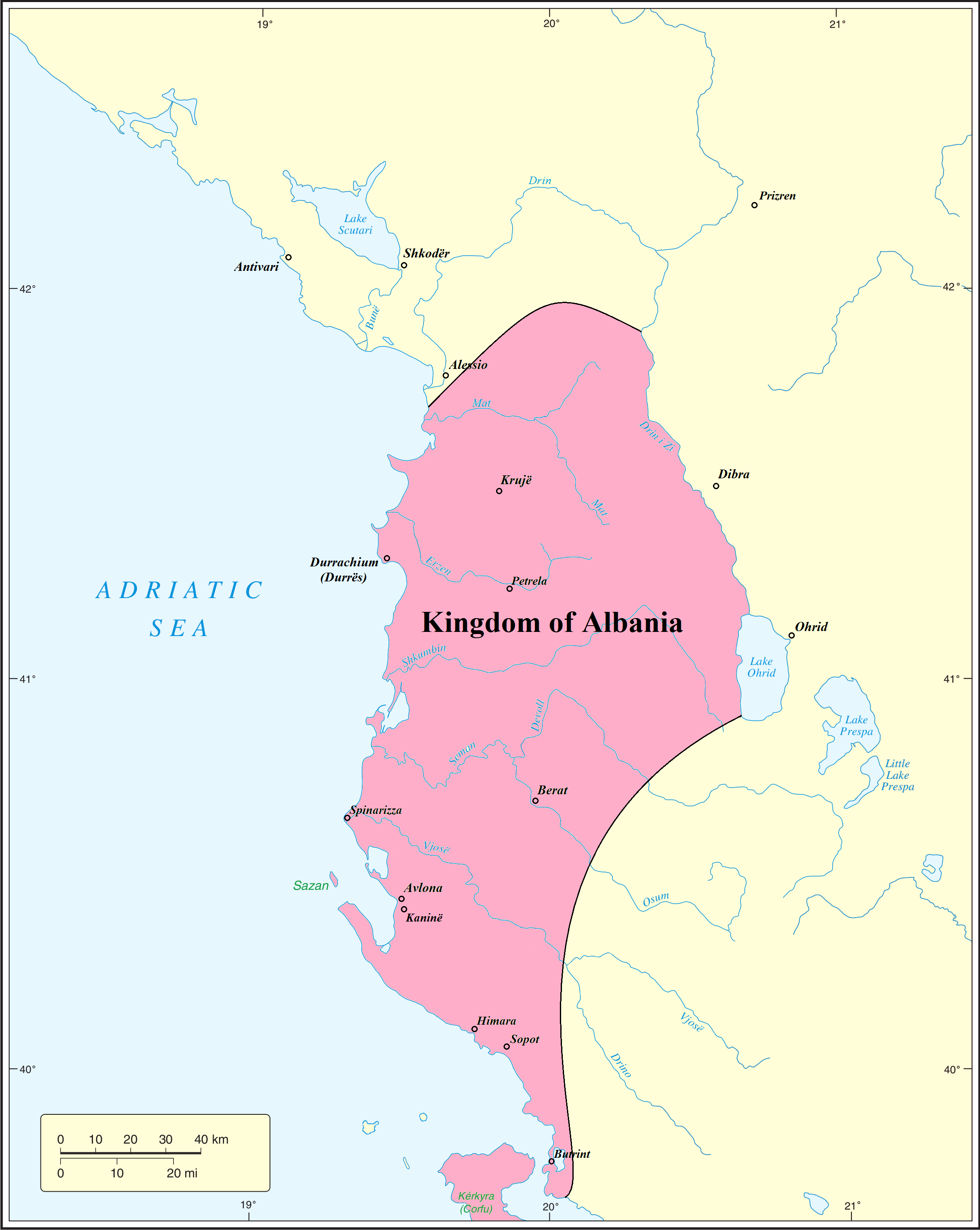
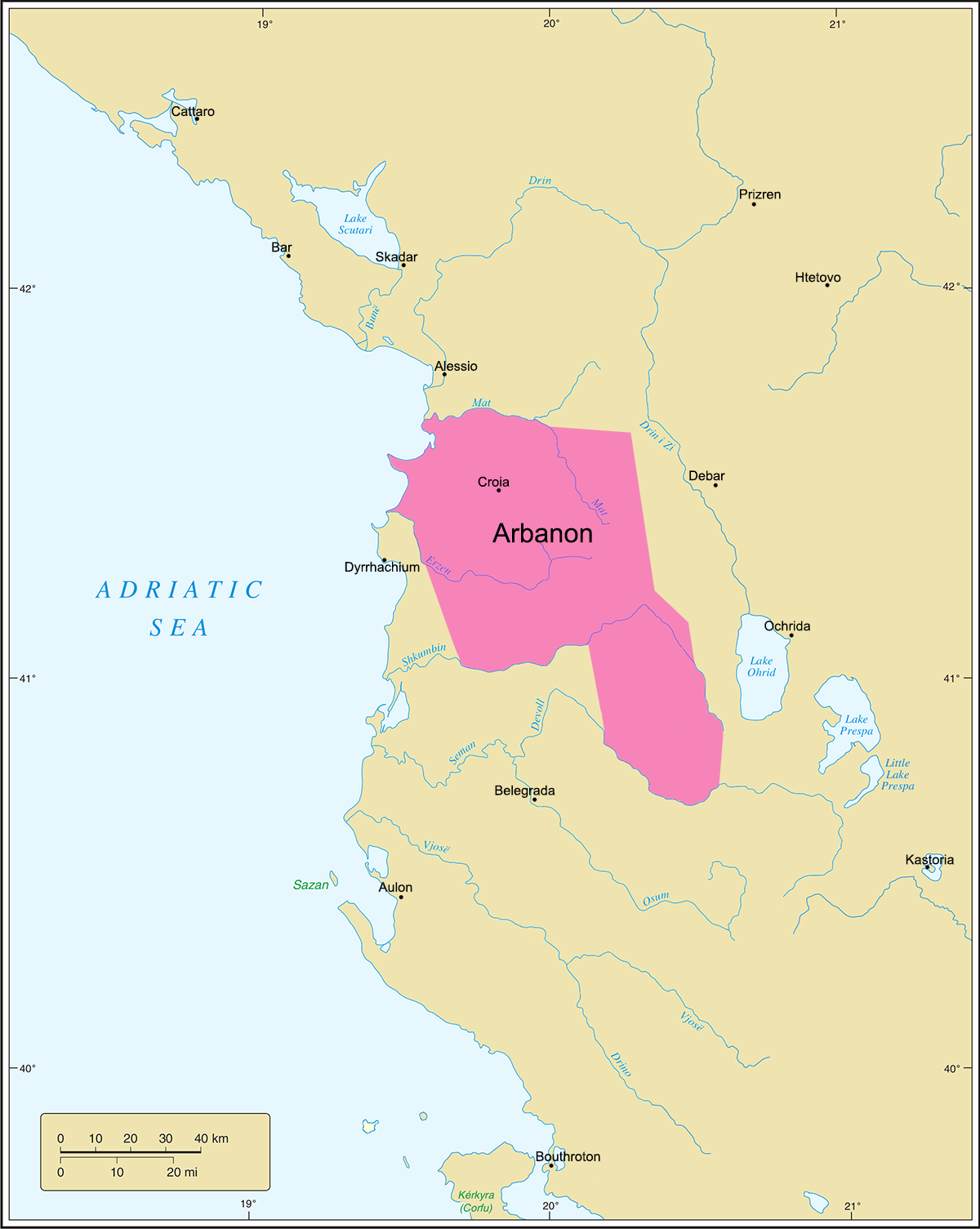
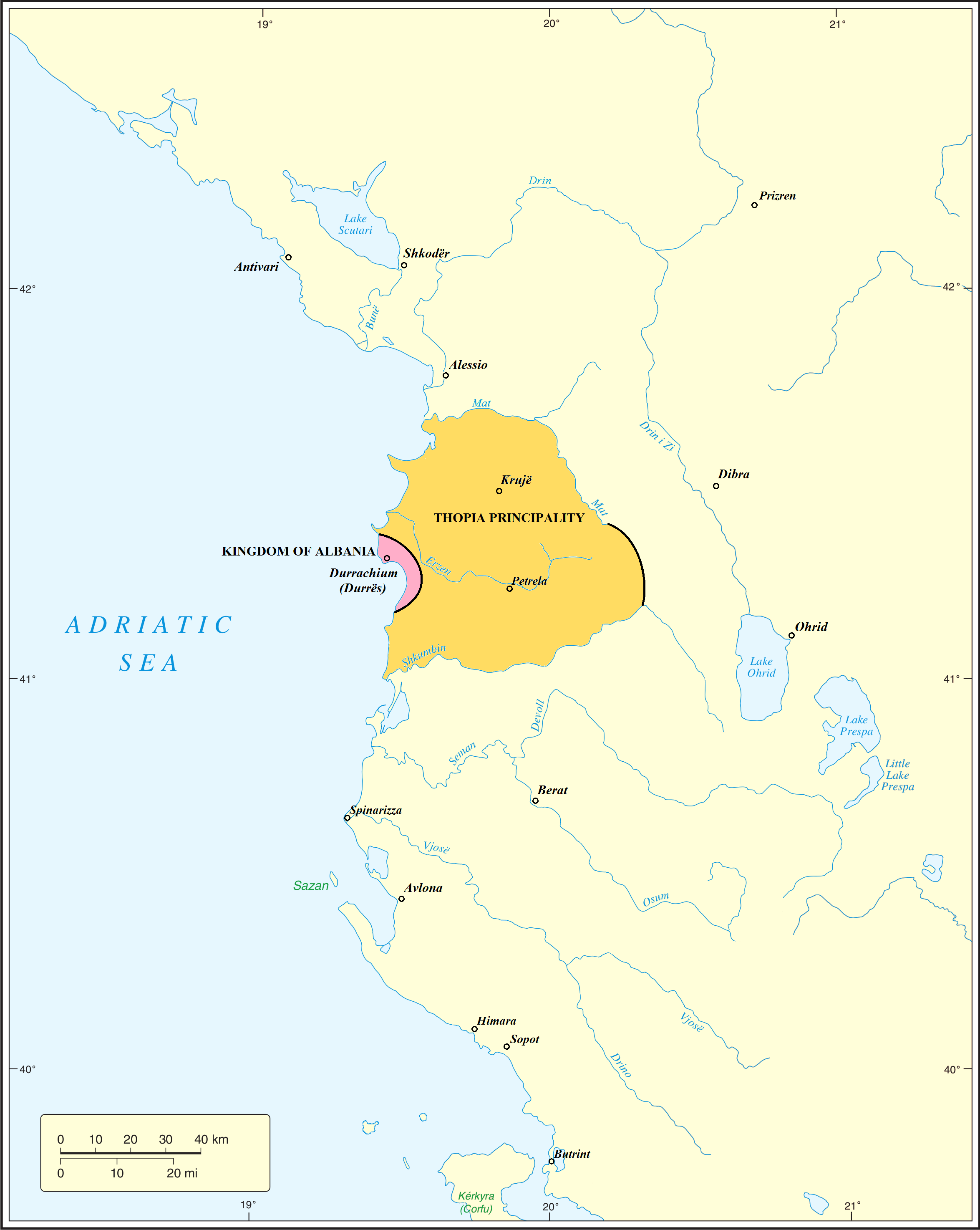

## من أعلام الألبان
- محمد على باشا
- خير الدين بربروس
- الأم تريزا
- محمد ناصر الدين الألباني